# Barney Burman
Barney Burman ist ein US-amerikanischer Maskenbildner, der bei der Oscarverleihung 2010 den Oscar für das beste Make-up erhielt. Er war bekam ferner bei der Saturn-Award-Verleihung 2010 den Saturn Award für das beste Make-up. Darüber hinaus ein Mal für den Hollywood Makeup Artist and Hair Stylist Guild Award sowie vier Mal für OFTA-Award nominiert. 

## Leben
Barney Burman stammt aus einer Familie von Filmschaffenden. Sein Vater Thomas R. Burman war Maskenbildner war bei der Oscarverleihung 1989 für den Oscar für das beste Make-up in Die Geister, die ich rief … nominiert und gewann im Laufe seiner Karriere sieben Filmpreise sowie 27 Nominierungen für andere Filmpreise. Auch seine Mutter Sandra Burman sowie sein Bruder Rob Burman arbeiteten als Maskenbildner. Sein Großvater Ellis Burman war Maskenbildner sowie ein Filmpionier auf dem Gebiet der Spezialeffekte. Ferner war sein Onkel Ellis Burman Jr. (1935–2020) Maskenbildner, Spezialeffektkünstler sowie Kostümbildner und erhielt zwei Mal den Primetime-Emmy. Dessen Sohn, sein Cousin Ellis Burman III. ist Tontechniker, der einen Preis der Depth of Field International Film Festival Competition gewann. Seine Stiefmutter, mit der sein Vater Thomas R. Burman seit 1984 verheiratet ist, ist die Maskenbildnerin und Spezialeffektkünstlerin Bari Dreiband-Burman, die bei der Oscarverleihung 1989 mit ihrem Ehemann für den Oscar für das beste Make-up in Die Geister, die ich rief … nominiert war, sechs Filmpreise erhielt und für weitere Filmpreise 22 Mal nominiert war. Aus dieser zweiten Ehe seines Vaters ging sein Stiefbruder Maxx Burman hervor, der als Techniker für visuelle Effekte in der Filmwirtschaft arbeitet.
Barney Burman selbst begann seine Laufbahn in der Filmwirtschaft als Maskenbildner 1984 in Star Trek III: Auf der Suche nach Mr. Spock. Seither war er als Maskenbildner, aber auch als Schauspieler, Filmproduzent und Drehbuchautor an mehr als 140 Produktionen von Filmen, Fernsehfilmen und Fernsehserien beteiligt. 2005 wurde gemeinsam mit David LeRoy Anderson, Lance Anderson, Heidi Armstrong, Mario Cacioppo, Evelyn Carr, Toni G, Kyle Glencross, C.J. Goldman und Patrick Gorny erstmals für den von der Online Film & Television Association vergebenen OFTA-Award für das beste Make-up und Frisuren nominiert, und zwar für den Horrorfilm Dawn of the Dead (2004).
Bei der Oscarverleihung 2010 erhielt er zusammen mit Mindy Hall sowie Joel Harlow den Oscar für das beste Make-up in Star Trek (2009). Für diesen Film gewann er mit Mindy Hall und Joel Harlow bei der Saturn-Award-Verleihung 2010 auch den Saturn Award für das beste Make-up. Darüber hinaus waren er, Mindy Hall und Joel Harrow für diesen Film 2010 auch für den OFTA Film Award für das beste Make-up und Frisuren nominiert.
Des Weiteren war er 2012 mit JoJo Myers Proud, Doreen Vantyne, Laura Hill und Stephen Bettles auch für den OFTA Film Award für das beste Make-up und Frisuren in einer Fernsehserie in Grimm nominiert. 2013 erhielt er mit JoJo Myers Proud, Doreen Vantyne, Laura Hill, Stephen Bettles, Randy Westgate, Greg Solomon und Trish Almeida noch einmal für Grimm eine Nominierung für den OFTA Film Award für das beste Make-up und Frisuren in einer Fernsehserie. 2015 erhielt er mit Mike Smithson bei den Hollywood Makeup Artist and Hair Stylist Guild Awards eine Nominierung für den Preis für das beste Make-up in Fernseh- und Neue Medienserien in Grimm. Er hatte das Make-up für 109 Folgen der Fernsehserie Grimm geschaffen.

## Auszeichnungen
Oscar
- 2010: Oscar für das beste Make-up in Star Trek

Saturn Award
- 2010: Saturn Award für das beste Make-up in Star Trek

Hollywood Makeup Artist and Hair Stylist Guild Awards
- 2015: Nominierung für den Make-Up Artists and Hair Stylists Guild Award für das beste Make-up in Fernseh- und Neue Medienserien in Grimm

Online Film & Television Association
- 2005: Nominierung für den OFTA Film Award für das beste Make-up und Frisuren in Dawn of the Dead
- 2010: Nominierung für den OFTA Film Award für das beste Make-up und Frisuren in Star Trek
- 2012: Nominierung für den OFTA Film Award für das beste Make-up und Frisuren in einer Fernsehserie in Grimm
- 2013: Nominierung für den OFTA Film Award für das beste Make-up und Frisuren in einer Fernsehserie in Grimm

## Filmografie (Auswahl)
- 1985: House – Das Horrorhaus
- 1987: Blood Diner
- 1988: Mein Nachbar, der Vampir
- 1993: Body Snatchers – Angriff der Körperfresser
- 1995: Powder
- 1998: Akte X – Die unheimlichen Fälle des FBI
- 1999: Carrie 2 – Die Rache
- 1999: Angel – Jäger der Finsternis
- 1999: Der Mondmann
- 1999: Galaxy Quest – Planlos durchs Weltall
- 2000: Der Patriot
- 2000: Strong Medicine: Zwei Ärztinnen wie Feuer und Eis
- 2000: Der Grinch
- 2001: Blow
- 2001: Human Nature – Die Krone der Schöpfung
- 2001: Pearl Harbor
- 2001: Planet der Affen
- 2001: Bubble Boy
- 2002: Men in Black II
- 2002: Austin Powers in Goldständer
- 2002: Ring
- 2002: Jackass: The Movie
- 2003: Bulletproof Monk – Der kugelsichere Mönch
- 2003: Matrix Reloaded
- 2003: Fluch der Karibik
- 2003: Der Appartement Schreck
- 2003: Master & Commander – Bis ans Ende der Welt
- 2003: Die Geistervilla
- 2003: Big Fish
- 2004: Hart am Limit
- 2004: Dawn of the Dead
- 2004: Taking Lives – Für Dein Leben würde er töten
- 2004: Huff – Reif für die Couch
- 2005: Constantine
- 2005: Ring 2
- 2006: Mission: Impossible III
- 2006: Kings of Rock – Tenacious D
- 2007: Die Eisprinzen
- 2007: Awake
- 2008: Tropic Thunder
- 2008: Vorbilder?!
- 2008: Chuck (Fernsehserie)
- 2008: Operation Walküre – Das Stauffenberg-Attentat
- 2009: The Tribe – Die vergessene Brut
- 2009: Zombieland
- 2006–2010: Medium – Nichts bleibt verborgen (Fernsehserie)
- 2010: Peacock
- 2010: Jackass 3D
- 2011: Teen Wolf (Fernsehserie)
- 2011: Der perfekte Ex
- 2011: Hart of Dixie (Fernsehserie)
- 2011: Shuffle
- 2011: Jack and Jill
- 2013: Star Trek Into Darkness
- 2017–2019: Hawaii Five-0 (Fernsehserie)
- 2017–2019: Marvel’s Runaways
- 2018: Who Is America? (Fernsehserie)
- 2018: Kidding (Fernsehserie)
- 2018–2019: On My Block (Fernsehserie)
- 2019: The Act (Fernsehserie)
- 2019: Zombieland: Doppelt hält besser
- 2020: SpongeBob Schwammkopf: Eine schwammtastische Rettung
- 2020: Borat Anschluss Moviefilm